# St. Andreas (Elbingerode)

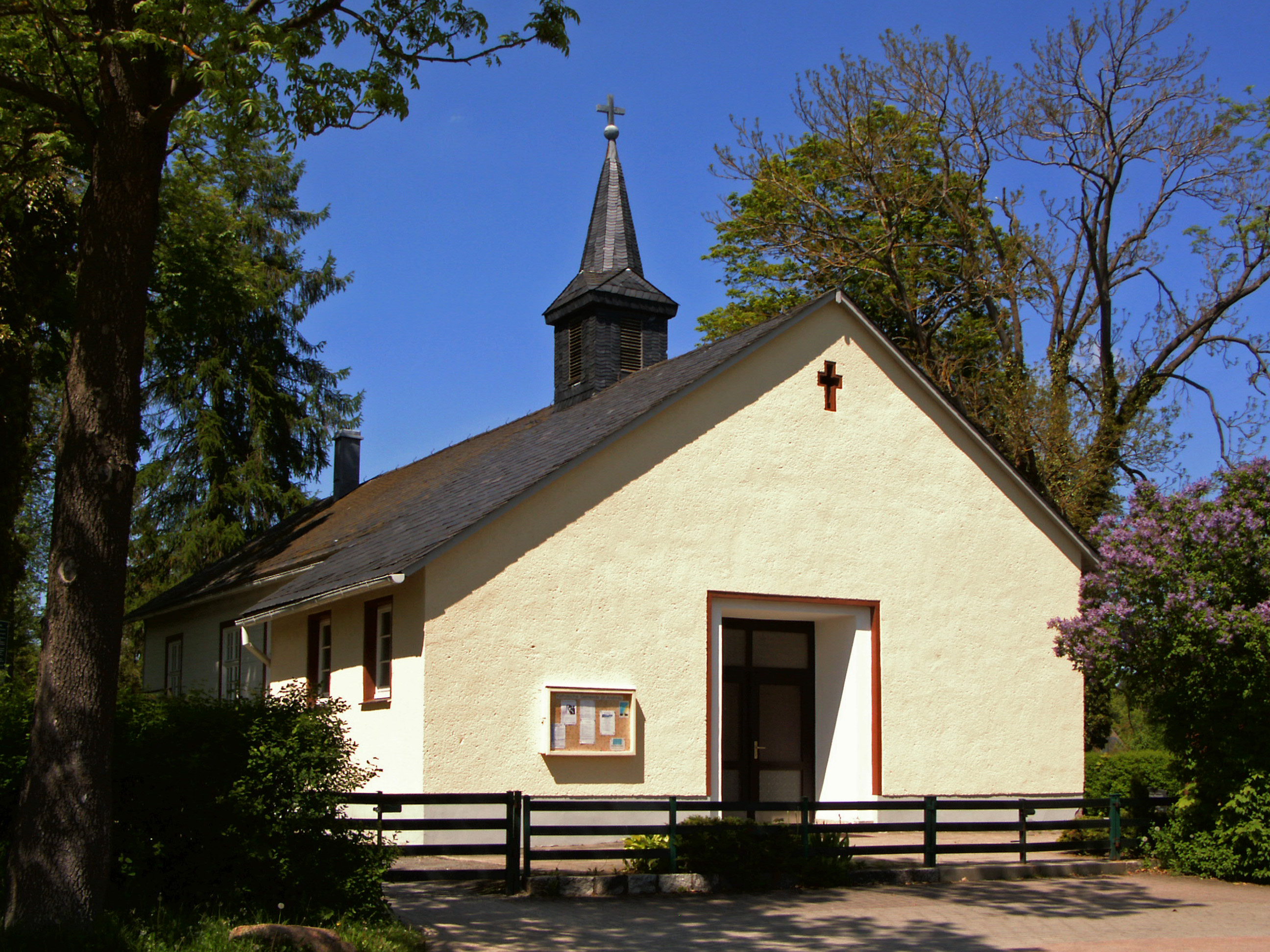
St.-Andreas-Kirche

Die Kirche Sankt Andreas ist die ehemalige katholische Kirche in Elbingerode (Harz), einem Ortsteil der Stadt Oberharz am Brocken im Landkreis Harz in Sachsen-Anhalt, die durch Umbau aus der Friedhofskapelle erstand. Sie gehörte zuletzt zur Pfarrei „St. Bonifatius“ mit Sitz in Wernigerode in der Pastoralregion Harz des Bistums Magdeburg. Am 2. Dezember 2023 wurde die Kirche profaniert und durch eine Kapelle im Gemeindehaus ersetzt.

## Geschichte
Das Gebiet um Elbingerode gehörte zum Archidiakonat Utzleben des Bistums Halberstadt, das durch die Reformation unterging. Unweit des heutigen Elbingerode, dem wüst gefallenen Bodfeld (Lüttgenbodfeld), bestand bereits eine St.-Andreas-Kirche, von der nur noch archäologische Reste erhalten sind. Im 16. Jahrhundert wurden die Bevölkerung und die Kirchen im Harz evangelisch-lutherisch, in Elbingerode war die Reformation 1535 eingeführt. Lucas Kruse war von 1535 an der erste evangelische Geistliche in Elbingerode.
Ab der zweiten Hälfte des 19. Jahrhunderts ließen sich wieder Katholiken im Gebiet um Elbingerode nieder. Es handelte sich um Arbeiter, die in den Harzer Kalk- und Steinwerken bei Rübeland Beschäftigung fanden. Ab August 1907 wurde in Rübeland katholischer Gottesdienst gehalten; den Raum dafür stellten die Harzer Kalkindustrie-Werke zur Verfügung. Ein in Rübeland geplanter Kirchbau, für den 1911 bereits ein Grundstück erworben wurde, konnte nicht realisiert werden.
Vom 2. Januar 1938 an wurden, anfangs durch den Pfarrer aus Blankenburg, auch in Elbingerode Heilige Messen gehalten. Sie fanden in einem Privathaus statt. Zu Anfang des Zweiten Weltkriegs kamen vorübergehend rund 200 evakuierte Katholiken aus den Westgebieten des Deutschen Reiches nach Rübeland und Elbingerode.
Am 16. August 1940 wurde die zur Kuratie St. Josef in Blankenburg gehörende Pfarrvikarie Elbingerode-Rübeland gegründet, Pater Onesimus Röwer O.F.M. († 1961) aus dem Franziskanerkloster Neviges war ihr erster Geistlicher. 1949 wurde die Pfarrvikarie Elbingerode-Rübeland zur Kuratie erhoben. P. Röwer hatte zunächst seinen Sitz in Rübeland und zog später nach Elbingerode um. Auf P. Röwer folgte 1962 Egon Kiefer (1925–2006) als Kuratus von Elbingerode, der 1966 von Theodor Stolpe (1932–2016), dem späteren Generalvikar des Bistums Magdeburg, abgelöst wurde. Stolpe ließ unter großer Eigenleistung der Gemeindemitglieder das Pfarrhaus am Goetheplatz erbauen und pachtete die Friedhofskapelle als katholische Kirche. Auf Stolpe folgte ab 1976 Alfons Schäfer, der 1990 verstarb und in Elbingerode beigesetzt wurde. Sein Nachfolger war Ulrich Klytta, der 1994 von Reinhard Doleschal abgelöst wurde.

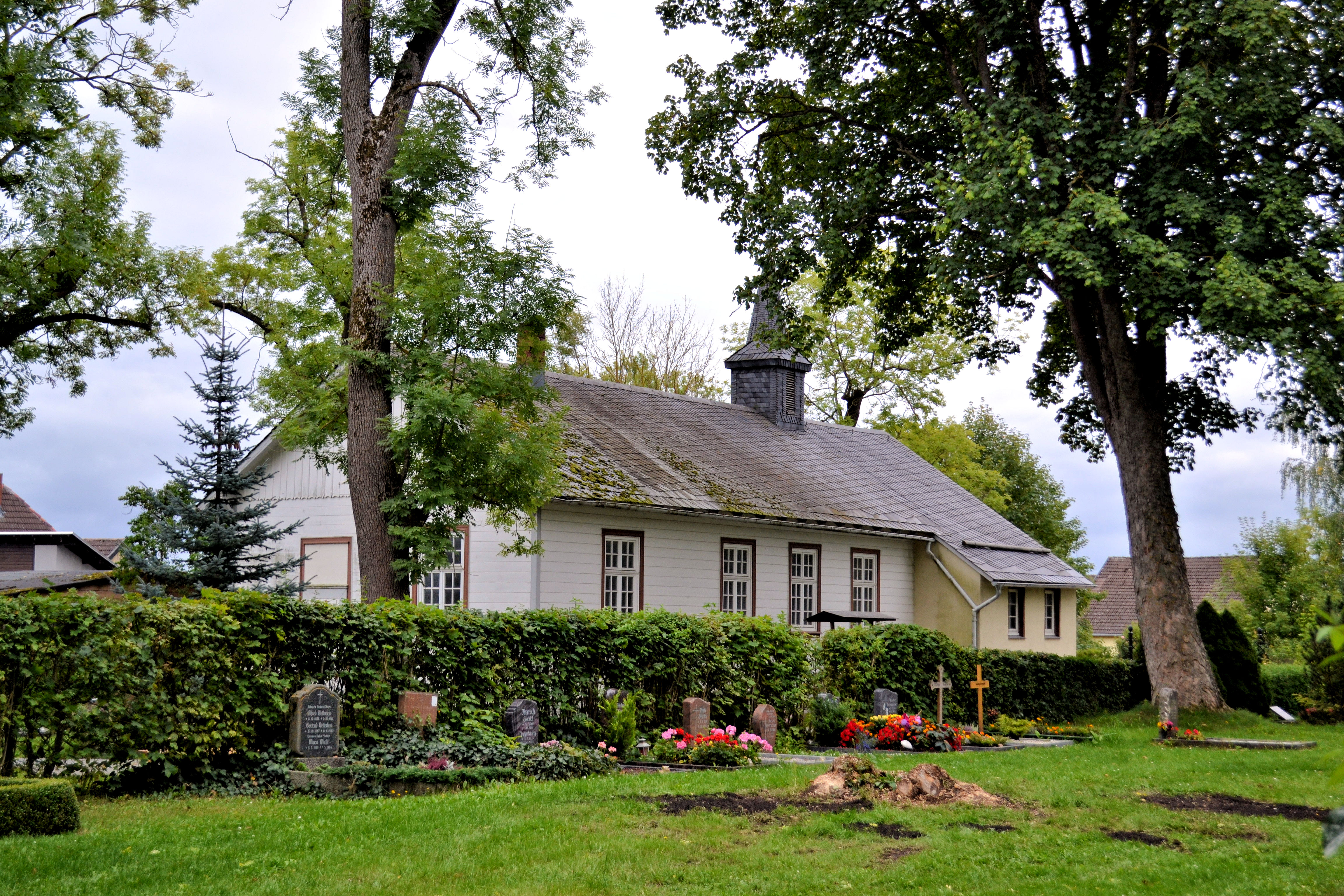
Kirche vom Friedhof aus gesehen

1940 war bereits ein Baugrundstück angekauft worden, zum Bau einer Kirche kam es jedoch nicht. In Elbingerode wurde später ein Haus gekauft und darin die Notkirche mit dem Patrozinium Herz Jesu sowie eine Pfarrwohnung eingerichtet. 1975 wurde die Notkirche durch die heutige Kirche ersetzt, die in Erinnerung an die ehemalige Andreaskirche in Bodfeld das Patrozinium des heiligen Apostel Andreas bekam. Die St.-Andreas-Kirche entstand aus der Friedhofskapelle des Friedhofs von Elbingerode, der 1811 gegründet wurde und sich in der Trägerschaft der evangelisch-lutherischen Kirchengemeinde Elbingerode befindet. 1975 pachtete die katholische Kuratie Elbingerode die Friedhofskapelle und gestaltete sie zur heutigen St.-Andreas-Kirche um, die noch im gleichen Jahr durch Theodor Hubrich eingeweiht wurde.
1994 wechselte die Zugehörigkeit der St.-Andreas-Kirche vom Bistum Hildesheim zum damals neu gegründeten Bistum Magdeburg. Am 1. Juli 2007 erfolgte die Gründung eines die katholischen Gemeinden in Elbingerode, Hessen, Ilsenburg, Osterwieck, Wasserleben, Wernigerode und Zilly umfassenden Gemeindeverbundes; seitdem verfügt die Kirche über keinen ortsansässigen Geistlichen mehr. Damals gehörten rund 270 Katholiken zur Kuratie Elbingerode. Aus dem Gemeindeverbund entstand am 2. Mai 2010 die Pfarrei „St. Bonifatius“ mit Sitz in Wernigerode, die Kuratie Elbingerode wurde in diesem Zusammenhang aufgehoben. Die Volkszählung in der Europäischen Union 2011 zeigte, dass von den 11.686 Einwohnern der Stadt „Oberharz am Brocken“ 260 der römisch-katholischen Kirche angehörten, was etwa 2,2 % entspricht. Die Mehrheit der Einwohner gehört heute keiner Religionsgemeinschaft an.
2022 beschloss der Kirchenvorstand, die St.-Andreas-Kirche durch Kündigung des Pachtvertrages Ende 2023 aufzugeben und durch eine Kapelle im Gemeindehaus zu ersetzen. Die letzte heilige Messe in der Kapelle fand am 2. Dezember zum Patronatsfest statt, das Allerheiligste wurde anschließend in die neu eingerichtete Kapelle im Gemeindehaus übertragen.

## Architektur und Ausstattung
Die St.-Andreas-Kirche befindet sich an der Waldhofstraße, am Südrand des Friedhofs. Ihr Gemeindehaus befindet sich am Goetheplatz 6a, rund 300 Meter von der Kirche entfernt. Die St.-Andreas-Kirche ist mit einem Dachreiter bekrönt und wird durch ein Portal an der Südseite erschlossen.
Die in der Kapelle des Gemeindehauses stehende Marienstatue wurde 2015 von einem polnischen Künstler erworben. Sie zeigt Maria (Mutter Jesu), wie sie 1846 im französischen La Salette erschienen ist, und wurde am 15. April 2015 in der St.-Andreas-Kirche von einem Pater der Missionare Unserer lieben Frau von La Salette geweiht.

### Orgel
Die Orgel wurde 1960 vom Orgelbauer Paul Ott für den Einsatz in Wetter (Ruhr) erbaut und nach einer 2006 erfolgten Restaurierung durch die Orgelmanufaktur Jost Truthmann in Frankfurt (Oder) im November 2006 in Elbingerode eingebaut. Ihre Einweihung in der St.-Andreas-Kirche erfolgte am 25. November 2006, und im Frühjahr 2007 wurde das noch fehlende Pedalregister ergänzt. Das Instrument hat acht Register auf einem Manualwerk und Pedal.
| Hauptwerk C– |                |       |
| 1.           | Gedackt        | 8′    |
| 2.           | Rohrflöte      | 4′    |
| 3.           | Prinzipal      | 4′    |
| 4.           | Gemshorn       | 2′    |
| 5.           | Mixtur II-III  |       |
| 6.           | Quinte         | 1 ⁄3′ |
| 7.           | Sesquialter II |       |

| Pedal C– |        |        |
| 8.       | Bordun | 16′/8′ |

## Kirchen des Bistums Hildesheim in der DDR
Während der Existenz der DDR gehörten sechs Kirchen auf dem Staatsgebiet der DDR zum westdeutschen Bistum Hildesheim, waren jedoch in der DDR residierenden Apostolischen Administratoren unterstellt. Die Kirche in Neuhaus dem Administrator in Schwerin, die Kirchen in Blankenburg (Harz), Elbingerode (Harz), Hasselfelde und Hessen dem Administrator in Magdeburg und die Kirche in Niedersachswerfen dem Administrator von Erfurt und Meiningen. Nur die Kirche in Neuhaus gehört noch heute zum Bistum Hildesheim. Die anderen Kirchen gehören heute zu den seit dem 8. Juli 1994 bestehenden Bistümern Magdeburg und Erfurt.